# Tempelhofer Damm
Der Tempelhofer Damm (Teil der Bundesstraße 96, umgangssprachlich Te-Damm genannt) ist eine in Nord-Süd-Richtung verlaufende Ein- und Ausfallstraße in Berlin. Sie ist nach dem gleichnamigen Ortsteil Tempelhof im Bezirk Tempelhof-Schöneberg benannt.

## Geschichte
Bis 1949 trug der Tempelhofer Damm den Namen Berliner Straße, weil die Straße aus der Sicht Tempelhofs, das vor seiner Eingemeindung im Jahr 1920 selbstständig war, die Hauptstraße in Richtung Berlin war. Zwischenzeitlich wurde der Name Tempelhofer Chaussee verwendet. 1949 erfolgte die Widmung Tempelhofer Damm. Bis zum Bau der südlichen Verlängerung der U-Bahn-Linie U6 verkehrten in der Straßenmitte die Straßenbahnlinien 96 (an der Friedrich-Karl-Straße abbiegend nach Lichterfelde) und 99 (nach Lichtenrade). Zu diesem Zeitpunkt hatte der Tempelhofer Damm Kopfsteinpflaster und seitliche Baumreihen. Die Berliner Straße führte bis zur Umbenennung über die Stubenrauchbrücke und noch 140 Meter weiter nach Süden zur Tempelhof-Mariendorfer Grenze. Seit der Umbenennung der Berliner Straße in Tempelhofer Damm und der Chausseestraße in Mariendorfer Damm im Jahr 1949 entfiel der Brückenbereich aus der Straßenbenennung. Zudem wurde der südliche Teil der Berliner Straße dem Mariendorfer Damm zugeteilt.
Der Tempelhofer Damm gehört zu einem Pilotprojekt der Senatsverwaltung für Umwelt, Verkehr und Klimaschutz für eine schrittweise Geschwindigkeitsbegrenzung von 30 km/h auf Berliner Hauptstraßen, das dort im Herbst 2018 – zunächst auf einem Teil der Straße – umgesetzt werden soll.
Die Berliner Wasserbetriebe, Vattenfall, die Gasag und die Berliner Verkehrsbetriebe planen den Tempelhofer Damm ab 2022 zu sanieren, was voraussichtlich mehrere Jahre beanspruchen wird.

## Verlauf
Im Anschluss an den von Kreuzberg (Bezirk Friedrichshain-Kreuzberg) kommenden Mehringdamm beginnt der Tempelhofer Damm am Platz der Luftbrücke im Norden des Ortsteiles Tempelhof. Vor dem Haupteingang des bis zum 30. Oktober 2008 betriebenen Flughafens Tempelhof führt die Straße in Richtung Süden zunächst an dem Flughafengebäude entlang und weiter in Richtung der S-Bahn-Trasse der Ringbahn. Dabei befindet sich östlich das ehemalige Flugfeld des seinerzeit ältesten Verkehrsflughafens der Welt, westlich liegt die Ortslage Neu-Tempelhof. Da die beiden Start- und Landebahnen in Ost-West-Richtung verliefen, kreuzten im Flugbetrieb die startenden und landenden Maschinen fast im rechten Winkel den Tempelhofer Damm.
Kurz vor der Brücke der Ringbahn liegen östlich einige Kleingartenkolonien zwischen dem ehemaligen Flughafengelände und der S-Bahn-Trasse.
Der Bahnhof Tempelhof ist nach der Wiedereröffnung der Ringbahn im Jahr 1994 zugleich ein wichtiger Umsteigepunkt zwischen der Ring- und der U-Bahn (Linie U6: Alt-Tegel – Alt-Mariendorf) und zu mehreren Buslinien. Die U6 verläuft über die gesamte Länge des Tempelhofer Damms unter dessen Fahrbahn und hält dabei – von Nord nach Süd – an folgenden Stationen:
- Platz der Luftbrücke (ehemals: Kreuzberg),
- Paradestraße (ehemals: Flughafen),
- Tempelhof (Südring),
- Alt-Tempelhof,
- Kaiserin-Augusta-Straße und
- Ullsteinstraße.

Unmittelbar südlich der Ringbahn-Brücke unterquert der Tempelhofer Damm die Stadtautobahn.
Bis zum Bahnhof Tempelhof verläuft zwischen den beiden Fahrbahnen, die jeweils nur einen markierten Fahrstreifen haben, ein breiter Mittelstreifen, auf dem früher Straßenbahnen fuhren. Hinter der S- und Eisenbahnbrücke sowie der Autobahnbrücke sind die jeweiligen Fahrbahnen direkt aneinander angeordnet, allerdings getrennt durch einen schmalen Mittelstreifen.
An der Kreuzung zur Straße Alt-Tempelhof überquert der Tempelhofer Damm den ehemaligen Dorfanger des historischen Ortskerns von Tempelhof. Die begrünte Verbreiterung des Dorfangers sowie einige ältere Häuser sind noch gut zu erkennen.
Südöstlich des historischen Ortszentrums von Tempelhof befindet sich das in den 1930er Jahren gebaute Rathaus Tempelhof, in dem nach der Bezirksfusion mit Schöneberg noch einige Ämter ihren Sitz haben. Unmittelbar angrenzend wurde bereits 1915–1917 von Otto Spalding das Postamt Tempelhof entworfen, das inzwischen unter Denkmalschutz steht. Auf der gegenüberliegenden westlichen Straßenseite beginnt der Alte Park mit dem Klarensee und der Dorfkirche Tempelhof.
Zwischen den Kreuzungen Tempelhofer Damm / Alt-Tempelhof und Tempelhofer Damm / Ordensmeisterstraße liegt das Einkaufs- und Geschäftszentrum des Ortsteils, besonders hier ist die Bezeichnung „Te-Damm“ gebräuchlich. In diesem Abschnitt hat es, anders als in der Ortslage Neu-Tempelhof, nie einen Mittelstreifen gegeben. 
An der Kreuzung mit der Kaiserin-Augusta-Straße ließ der Unternehmer Edmund Elend 1913 das Kaufhaus Tempelhof errichten, das nach mehreren Eigentümerwechseln ab 1950 von Carl Walden und von 1967 bis 2024 von Karstadt betrieben wurde. Nach einem Jahr Leerstand soll dort  im Erdgeschoss eine Filiale des Lebensmitteleinzelhändlers Lidl einziehen und das Gebäude im Bestand umgebaut und langfristig neu ausgerichtet werden.
Am 29. April 2009 wurde auf dem Gelände des Hafens Tempelhof das Einkaufszentrum Tempelhofer Hafen mit knapp 18.000 m² Verkaufsfläche eröffnet. 
Vor der Stubenrauchbrücke über den Teltowkanal ist das Finanzamt Tempelhof untergebracht, östlich des Tempelhofer Damms bietet der Hafen Tempelhof einen Zugang zum Kanal und zum – im östlichen Tempelhof liegenden – Gewerbegebiet. Genau auf der Mitte der Stubenrauchbrücke schließt sich der Mariendorfer Damm an. Kurz dahinter an der Ecke zur Ullsteinstraße geht der Ortsteil Tempelhof in den Ortsteil Mariendorf über.

## Radverkehrsversuch Tempelhofer Damm
Im März 2008 starb eine 14-jährige Radfahrerin, die auf dem Tempelhofer Damm von einem LKW-Fahrer überrollt wurde. Radverkehrsinitiativen forderten seither den Bau einer sicheren Radverkehrsanlage entlang der Straße. Ein Konzept für einen solchen Umbau wurde von dem „Netzwerk Fahrradfreundliches Tempelhof-Schöneberg“ als Einwohnerantrag im September 2017 von der Bezirksverordnetenversammlung Tempelhof-Schöneberg beschlossen. Demnach war an der Straße ein sogenannter „Radverkehrsversuch“ geplant: Zwischen Alt-Tempelhof und dem Teltowkanal sollte versuchsweise eine Radverkehrsanlage eingerichtet werden. Am 22. August 2018 fand hierzu eine öffentliche Auftaktveranstaltung statt. Die Leitlinien dafür wurden zwischen September und Dezember in drei Workshops von einem Gremium erarbeitet und am 3. Dezember 2018 fertiggestellt. Ziel des Versuchs sei es gewesen „möglichst schnell durchgehende, sichere und geschützte Radverkehrsanlagen in beiden Richtungen umzusetzen und Barrieren im Straßenraum zu minimieren“. Die geplante Dauer des Versuchs wurde auf mehrere Jahre und spätestens bis zur geplanten Sanierung der Wasserleitungen und der vollständigen Neugestaltung des Tempelhofer Damms und des Mariendorfer Damms, und damit bis voraussichtlich etwa bis 2025, angegeben.

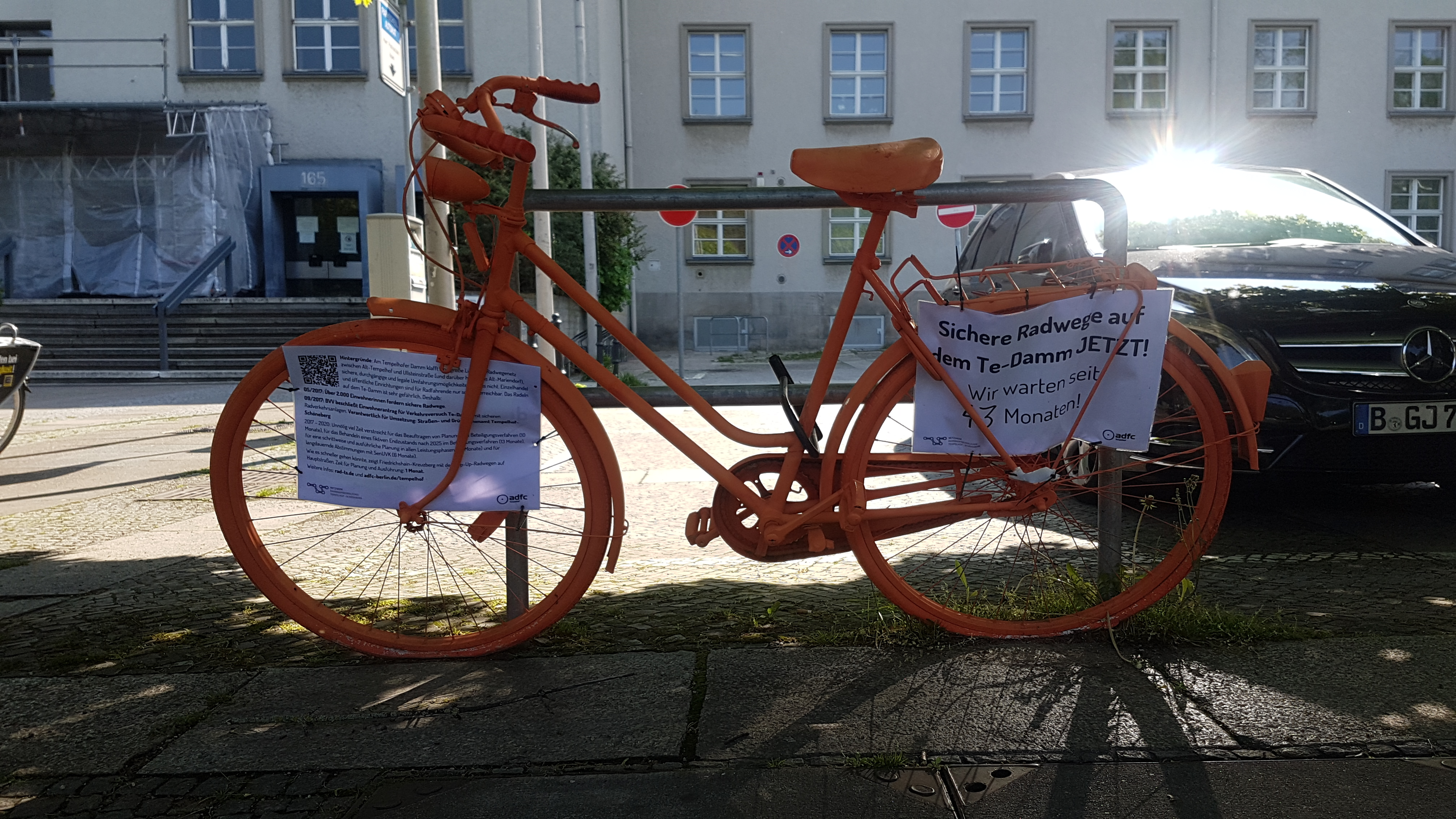
Fahrrad des ADFC vor dem Bürgeramt mit der Forderung nach einem geschützten Radweg

Am 18. Juli 2018 trat das Berliner Mobilitätsgesetz in Kraft, nach dem auf Hauptverkehrsstraßen wie dem Tempelhofer Damm sichere Radwege zu errichten sind. Am 9. März 2019 wurden auf einer öffentlichen Veranstaltung drei Vorschläge für eine Umgestaltung der Straße präsentiert, die das vom Bezirk Tempelhof-Schöneberg beauftragte Verkehrsplanungsunternehmen IVAS erarbeitet hatte. Der erste Vorschlag sieht den Wegfall der Parkplätze zugunsten durch Poller geschützter Radwege vor. Nach dem zweiten Vorschlag würde eine der beiden vorhandenen Fahrspuren umgewidmet und dafür Flächen zum Parken und für den Lieferverkehr eingerichtet werden. Der dritte Vorschlag sieht keinen geschützten Radweg, die Beibehaltung beider Fahrspuren und die Einrichtung von Lieferzonen vor.
Nach regelmäßigen Demonstrationen für einen geschützten Radweg, wurde im November 2020 bekannt gegeben, dass im Februar 2021 mit den vorbereitenden Arbeiten und im April des gleichen Jahres mit dem Bau von beidseitigen 2 1⁄2 Meter breiten Radwegen zwischen Alt-Tempelhof und Ullsteinstraße begonnen werden solle. Die Radwege sollen durch Poller und an schmaleren Stellen durch Leitbaken geschützt werden. Der Abschluss der Arbeiten wurde auf Oktober 2021 terminiert. Da für den Radweg Parkplätze wegfallen würden, beantragte die CDU-Fraktion der Bezirksverordnetenversammlung Tempelhof-Schöneberg die Aussetzung des Vorhabens und konnte dies unter Enthaltung der SPD durchsetzen. Nach Wünschen der CDU solle der Radverkehr stattdessen über Nebenrouten abseits des Tempelhofer Damms geleitet werden. Der geschützte Radweg wurde schließlich am 21. Oktober 2022 von der damaligen Verkehrssenatorin und Bezirksstadträtin eröffnet.